# フシトール
フシトール(Fucitol)または6-デオキシ-L-ガラクチトールは、フコイダンに由来する糖アルコールである。北アメリカの海藻Fucus vesiculosusに含まれる他、フコースの還元によって得られる。